# Ayrton Azzopardi
Ayrton Azzopardi (nascut el 12 de setembre de 1993) és un futbolista maltès, que juga de centrecampista al Tarxien Rainbows Football Club.

## Carrera
Azzopardi jugà en clubs com el Paola Hibernians FC, el Msida Saint-Joseph FC, el Pembroke Athleta FC i el Tarxien Rainbows FC.
L'any 2012 realitzà un partit com a internacional amb la selecció de futbol de Malta.